# Kristiansandregionen
Kristiansandregionen er et distrikt i de centrale kystnære områder af landskapet og fylket Agder i landsdelen Sørlandet. Det omfatter de to kommuner Kristiansand (inklusive de tidligere kommuner Songdalen og Søgne) og Vennesla i den østlige del af tidligere Vest-Agder fylke, og de tre kommuner Iveland, Birkenes og Lillesand i den vestlige del af tidligere Aust-Agder fylke. De 5 kommuner havde tilsammen 121.939 indbyggere (SSB 1. oktober 2007) og har et areal på 2.154 kvadratkilometer. De to byer i området er Lillesand og Kristiansand.
Benævnelsen Kristiansandregionen er ikke officiel, men distriktet udgør landsdelshovedstaden Kristiansand by med opland.

## Administrative inddelinger
Tidligere fogderier:
- Iveland tilhørte Sætersdalens fogderi
- Lillesand og Birkenes tilhørte Nedenes fogderi
- Songdalen, Søgne, Vennesla og Kristiansand tilhørte Mandals fogderi sammen med kommunerne i Lindesnesregionen

- Sørlandet handelsregion (SSB) er sammenfaldende med Knutepunkt Sørlandets regionrådsområde (begge udgøres af Kristiansandregionen), bortset fra Iveland som indgår i regionsrådet, men tilhører Setesdal handelsregion.

Retsområde:
- Hele distriktet tilhører sammen med kommunerne i Lindesnesregionen retsområdet for Kristiansand tingrett under Agder lagdømme.

Provstier i Den norske kirke (alle under Agder og Telemark bispedømme):
- Mandal provsti omfatter Songdalen og Søgne, samt kommunerne i Lindesnesregionen.
- Vest-Nedenes provsti omfatter Lillesand og Birkenes (samt Grimstad i Østre Agder).
- Kristiansand domprovsti omfatter Kristiansand kommune.
- Otredal provsti omfatter Vennesla og Iveland, samt kommunerne i distriktet Setesdal.